# رايلي هوك
رايلي هوك (بالإنجليزية: Riley Hawk)‏ هو متزلج لوحي أمريكي، ولد في 6 ديسمبر 1992 في كارلسباد في الولايات المتحدة.

## وصلات خارجية
- رايلي هوك على موقع ألعاب إكس (مؤرشف) (الإنجليزية)
- رايلي هوك على موقع IMDb (الإنجليزية)
- رايلي هوك على موقع قاعدة بيانات الفيلم (الإنجليزية)